# Ed è subito sera (film)
Ed è subito sera è un film del 2019 diretto da Claudio Insegno.
Pellicola di genere drammatico, con protagonisti Franco Nero e Gianluca Di Gennaro, che racconta la vera storia di Dario Scherillo, giovane vittima di camorra.

## Trama
Il film è ambientato sullo sfondo di una piccola piazza di spaccio nella periferia di Napoli dove si incrociano i sogni e le speranze di tre famiglie di diversa estrazione sociale, quella di Dario, onesta e laboriosa, che vuole rinnovare i saloni della scuola guida di loro proprietà, quella del Magistrato de Martino che vorrebbe estirpare il cancro della camorra e mettere fine alla faida tra i clan di don Tonino e del Talebano e quella del Muccuso, un codardo boss in ascesa. Talvolta basta un niente, una piccola modifica allo scenario ed i sogni e le speranze vengono spazzati via.
Tratto dalla storia di Dario Scherillo, il film racconta la storia del giovane ucciso a Casavatore il 6 dicembre 2004 nel pieno della prima faida di camorra che insanguinò l'area nord di Napoli, determinando decine di vittime, tra cui diversi innocenti. Dario fu ucciso perché erroneamente scambiato per un affiliato ad un clan rivale di quello al quale appartenevano i killer.

## Produzione
Il film è tratto dall'omonimo romanzo di Tonino Scala, sceneggiatore con Antonio Urzo, e le riprese sono state effettuate nel comune di Albanella in provincia di Salerno, per una durata di quattro settimane.
Le musiche originali sono state composte da Jacopo Fiastri e la canzone dei titoli di coda, L'ultima Luna, è scritta e interpretata dal cantante italiano Gigi Finizio.

## Distribuzione
La pellicola è stata prodotta da PDR produzioni e distribuita nel circuito sale cinematografiche UCI Cinemas e The Space Cinema. 

## Riconoscimenti
Il film è stato presentato in anteprima mondiale al Los Angeles Italian Film Festival il 19 febbraio 2019. Ha vinto il premio miglior film in concorso al Napoli Cultural Classic. È stato candidato come miglior film nella sezione focus al Social World Film Festival di Vico Equense, ha partecipato fuori concorso al Napoli Film Festival, è stato candidato come miglior film al Rieti e Sabina film festival, ha vinto l'international independent film festival di Los Angeles come miglior film narrativo del 2019, è stato candidato come miglior film al South Film and Arts Academy Festival del Cile.
L'attore Paco De Rosa grazie alla sua interpretazione all'interno del film, vince il Best Actor Award di New York come miglior "attore drammatico",  il premio "miglior attore" al Los Angeles Film Awards, il premio come "Miglior Attore Drammatico " all'Actor Awards di Los Angeles
Il film è stato realizzato anche grazie al supporto di Libera. Associazioni, nomi e numeri contro le mafie e Polis.